# خون تشانسيلور
خون تشانسيلور (بالإسبانية: Jhon Chancellor)‏ (2 يناير 1992 بسيوداد غوايانا في فنزويلا - ) هو لاعب كرة قدم فنزويلي في مركز الدفاع لعب سابقاً النادي الأهلي القطري.

## وصلات خارجية
- خون تشانسيلور على موقع قاعدة بيانات كرة القدم.إي يو (الإنجليزية)
- خون تشانسيلور على موقع ناشيونال فوتبول تيمز (الإنجليزية)
- خون تشانسيلور على موقع Soccerway.com (الإنجليزية)
- خون تشانسيلور على موقع كووورة